# Aeroport d'Artigas

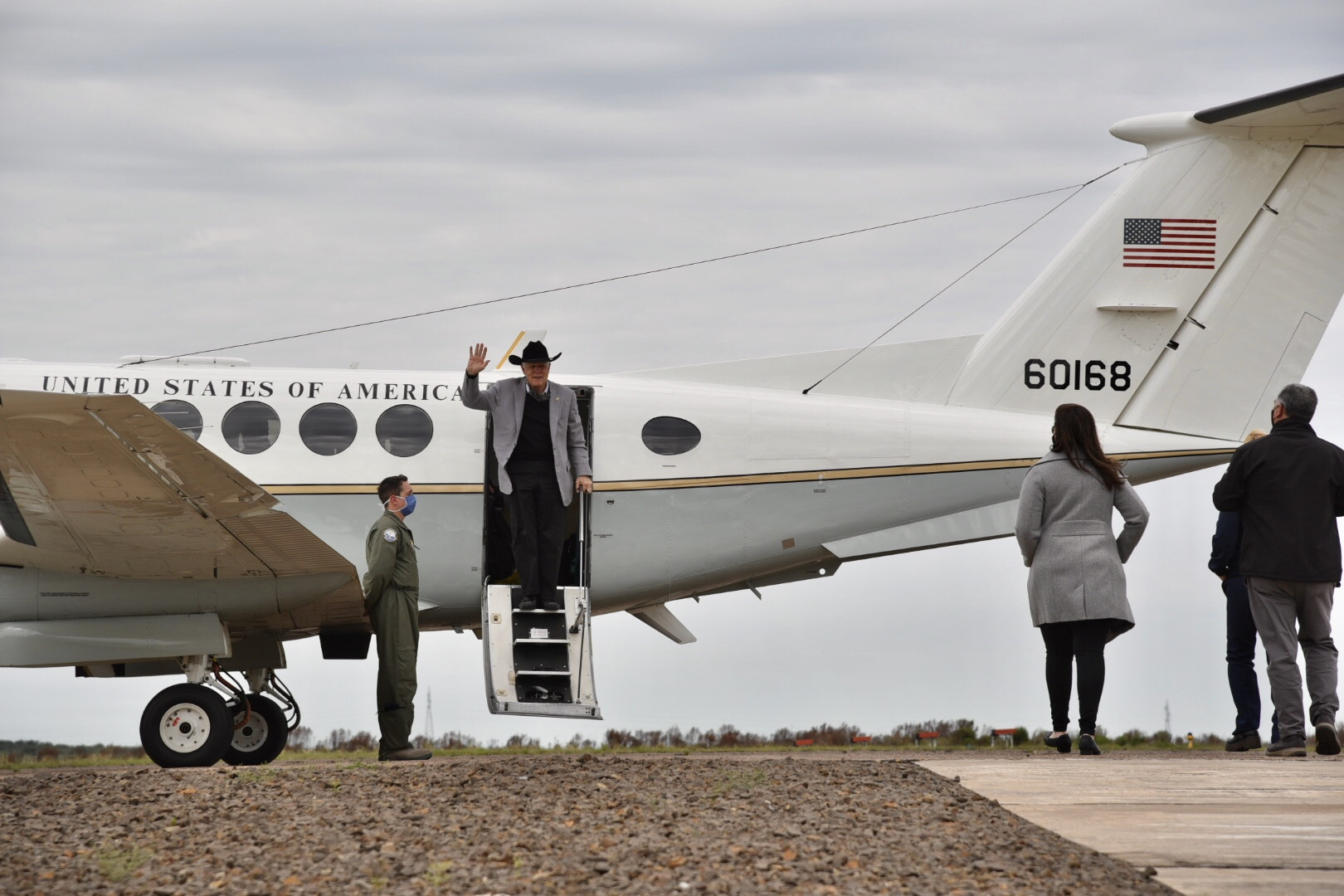
Imatge parcial de l'aeroport durant l'arribada d'un vol oficial estatunidenc.

L'Aeroport Internacional d'Artigas (IATA: ATI, OACI: SUAG) és un aeroport que es troba a la ciutat d'Artigas, a l'Uruguai, i serveix la mateixa ciutat.